# 常念寺 (世田谷区)
常念寺（じょうねんじ）は、東京都世田谷区にある浄土真宗本願寺派の寺院。

## 概要
江戸時代初期に開山された。開山・開基ともに不詳で、当初は芝に位置していたが、同宗派の西本願寺が築地本願寺を創建してからは、築地本願寺の寺中に入った。その後昭和初期までは、築地本願寺とともに歴史を歩んだ。
1923年（大正12年）の関東大震災で焼失し、1929年（昭和4年）に築地本願寺から分かれて現在地に移転した。
度々火災に遭遇しているため多くの寺宝を失っている。当寺の本尊の阿弥陀如来は、比較的古い時代のものといわれている。

## 交通アクセス
- 京王井の頭線東松原駅より徒歩5分。